# اللجنة البارالمبية الأردنية
اللجنة البارالمبية الأردنية وتسمى أيضاً بــ الأتحاد الأردني لرياضات المعاقين.
أُسست عام 1981 على يد الأمير رعد بن زيد، ومقرها العاصمة الأردنية عمان وهي اللجنة المسؤولة عن رياضات ذوي الاحتياجات الخاصة بالأردن، وذلك من خلال تدريبهم وتأهيلهم للمشاركة في البطولات والمنافسات المحلية والإقليمية، وكذلك إعدادهم من خلال معسكرات خاصة ودورات علمية وعملية للوصول بهم إلي أعلى مستوى؛ وذلك للمشاركة في البطولات البارالمبية الدولية. واللجنة البارالمبية الأردنية تلقي كل الدعم من قبل اللجنة البارالمبية الدولية، وقد حقق الأتحاد من خلال لاعبيه العديد من الانجازات علي المستويين العربي والدولي. فأهل الهمة حققوا إنجازات محلية ودولية متنوعة تمثلت بالميداليات الذهبية والفضية والبرونزية، رغم التحديات التي تواجههم والتي تتمثل في قلة الدعم والوعي بهذه الرياضات.

## مجلس الإدارة

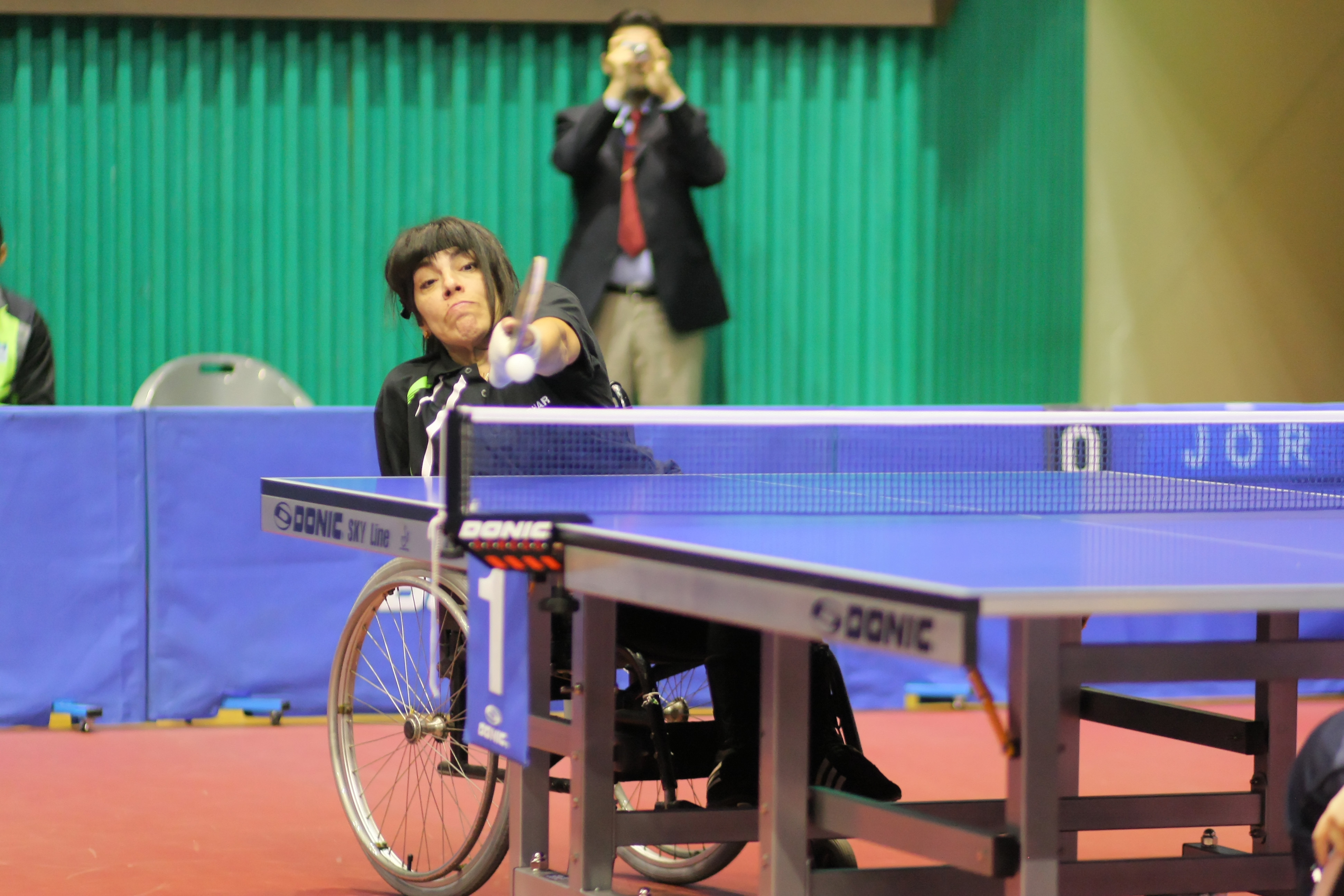

بتشكل مجلس إدارة اللجنة البارالمبية بالأردن من:
- الدكتور حسين أبو الرز (رئيس اللجنة).
- الدكتور عامر الشعار (أمين اللجنة)، خلفاً للبطلة البارالمبية مها البرغوثي.
- أسيا ياغي (نائب الرئيس).
- إبراهيم الحليق (أمين الصندوق).

## الميداليات البارالمبية

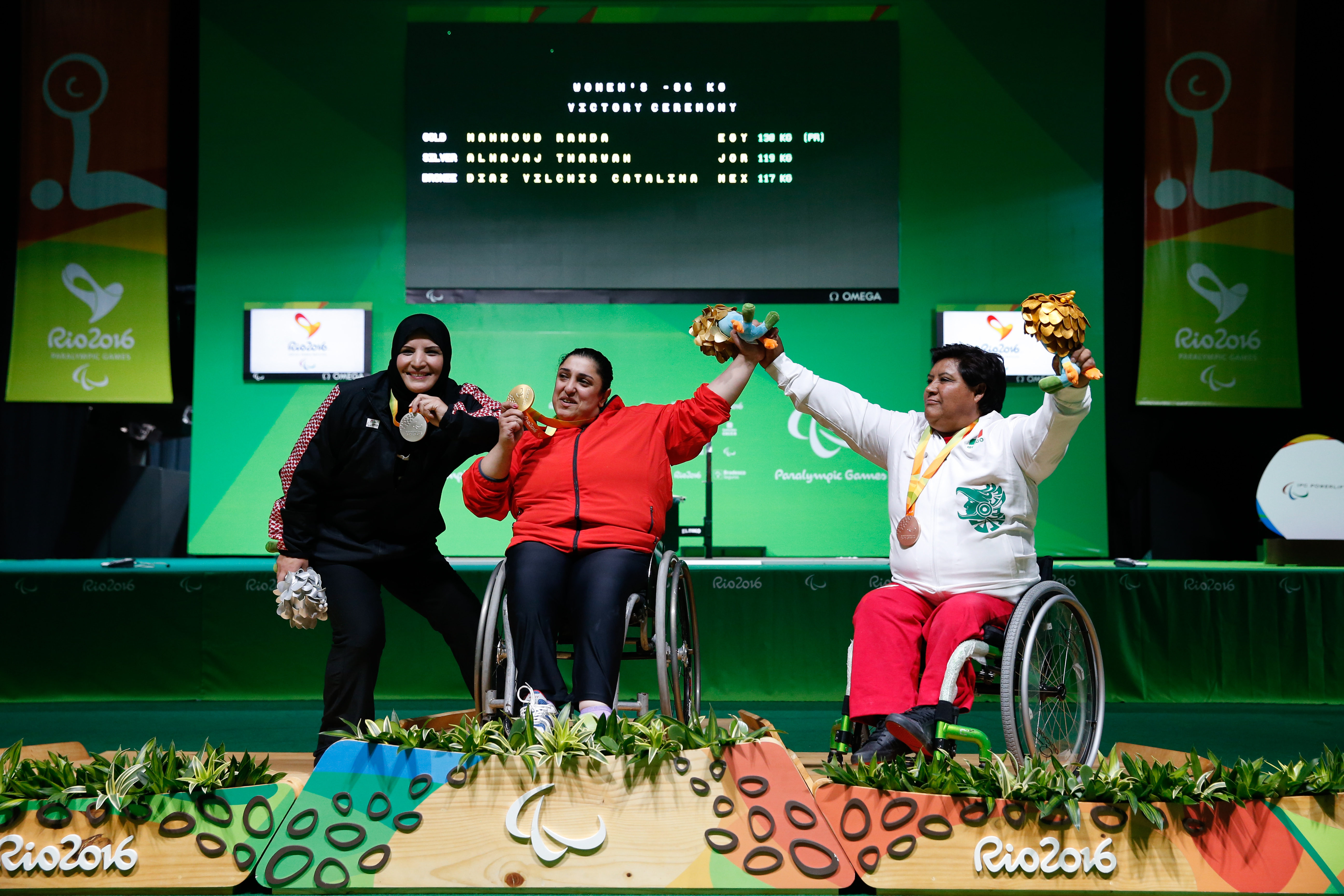

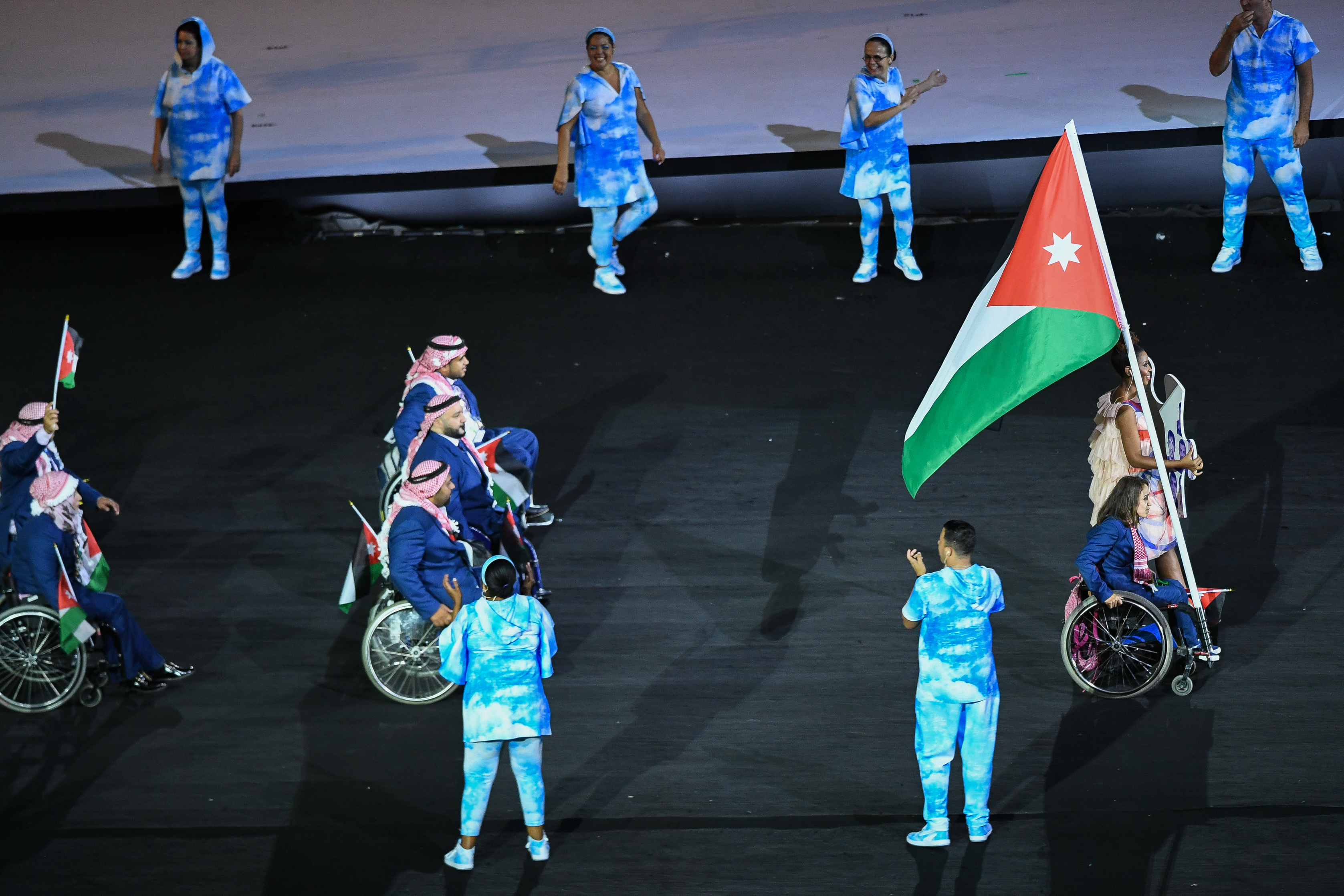

حققت الوفود الأردنية الرياضية تحت مظلة اللجنة البارالمبية الأردنية العديد من الميداليات والتي نذكر منها:
| م       | البطولة           | ذهبية | قضية | برونزية | المجموع |
| ------- | ----------------- | ----- | ---- | ------- | ------- |
| 1       | ستوك ماندقيل 1984 | 0     | 0    | 1       | 1       |
| 2       | اتلانتا 1996م     | 0     | 1    | 0       | 1       |
| 3       | سدني 2000         | 1     | 0    | 0       | 1       |
| 4       | أثينا 2004        | 0     | 1    | 1       | 2       |
| 5       | بكين 2008م        | 0     | 2    | 2       | 4       |
| 6       | ريو 2016م         | 0     | 2    | 1       | 3       |
| 7       | طوكيو 2021م       | 4     | 0    | 1       | 5       |
| المجموع | المجموع           | 5     | 6    | 6       | 17      |

## روابط خارجية
- اللجنة البارالمبية الأردنية على موقع اللجنة البارالمبية الدولية.
- اللجنة الأردنية على موقع اللجنة البارالمبية الآسيوية.